# Mondo perduto

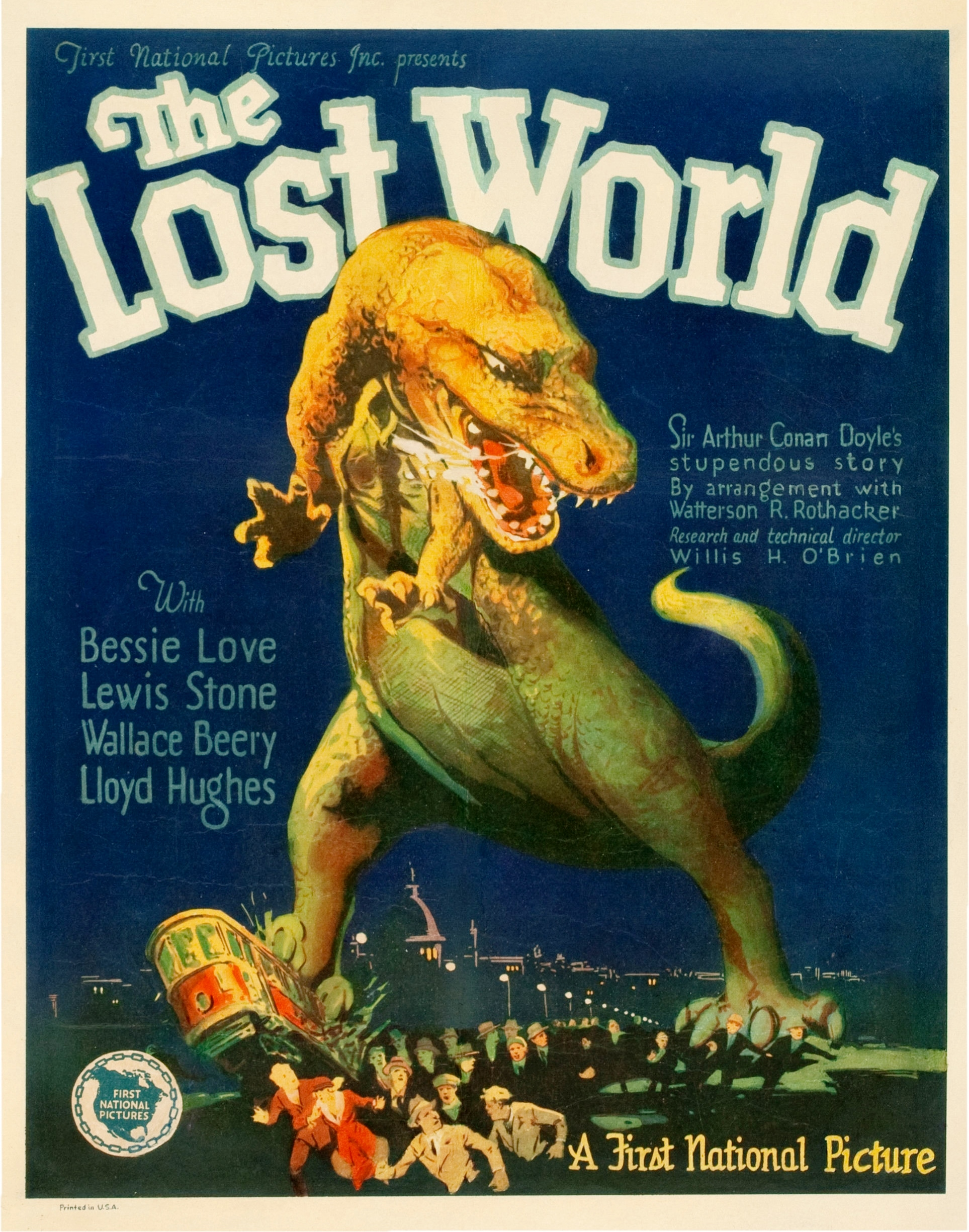
Locandina del film Il mondo perduto (The Lost World, 1925)

Il "mondo perduto" è un tema ricorrente nella letteratura avventurosa della tarda età vittoriana, tra fine Ottocento e inizio Novecento, ripreso in seguito nel cinema.
Il tema riguarda la scoperta di un luogo remoto e inesplorato rimasto "fuori dal tempo", tagliato fuori dal resto del mondo conosciuto conservando straordinarie caratteristiche arcaiche o del tutto anacronistiche grazie al proprio isolamento. I "mondi perduti" sono luoghi esotici per eccellenza: città collocate nelle profonde cavità della Terra o antiche civiltà celate nella giungla, isole lontane o vallate inaccessibili che preservano un frammento di passato, dove talvolta sopravvivono dinosauri, rettili preistorici e mostri giganteschi come nel film King Kong del 1933.
Questo filone avventuroso si è sviluppato soprattutto tra il 1870 e gli anni venti del Novecento ed è visto come un sottogenere della narrativa fantastica o fantascientifica (a seconda del contenuto scientifico delle storie), influenzando i successivi autori di fantascienza. Prende il nome del romanzo Il mondo perduto di Arthur Conan Doyle del 1912, ispiratore di un gran numero di film, benché vi siano numerosi esempi importanti nella letteratura precedente, come il Viaggio al centro della Terra (1864) di Jules Verne e i romanzi di H. Rider Haggard.
Il genere - che comprende razze, città, terre e isole perdute - ha analogie con quello dei "regni mitici", come El Dorado. Il "mondo perduto" si distingue dal mondo immaginario in quanto il primo è ambientato in un angolo nascosto del mondo reale, mentre il secondo è del tutto sconnesso dalla storia e dalla geografia.

## Storia

### Contesto storico e culturale

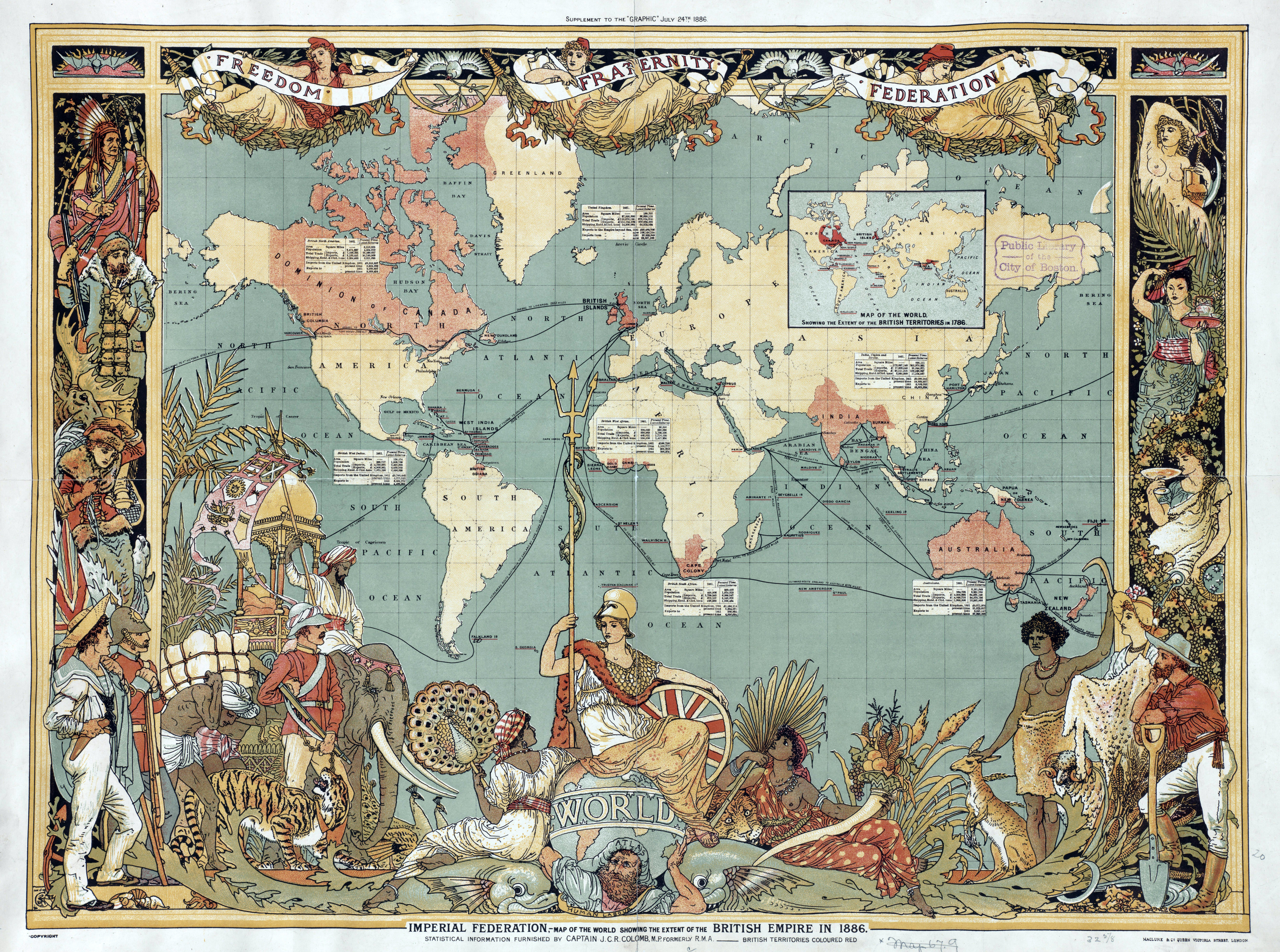
I possedimenti nel mondo dell'Impero britannico (in rosso) nel 1886

Il genere del "mondo perduto" nacque nella seconda metà dell'Ottocento nella letteratura della tarda età vittoriana, in un'epoca ricca di nuove esplorazioni geografiche e scientifiche, segnata dal colonialismo. Proprio in quest'epoca si iniziavano a scoprire in tutto il mondo i resti affascinanti di civiltà perdute, fra i quali le tombe della Valle dei Re in Egitto, la semileggendaria roccaforte di Troia, le piramidi Maya avvolte dalla giungla o la città e palazzi dell'Impero assiro, il Grande Zimbabwe. Così, i resoconti autentici di scoperte geografiche e ritrovamenti archeologici da parte di avventurieri dell'Impero britannico riuscirono a catturare l'immaginazione di un vasto pubblico, influenzando la produzione di opere di fantasia. Tra il 1871 e la prima guerra mondiale il numero di narrazioni di "mondi perduti", ambientate in ogni continente, aumentò drasticamente.
Nello stesso periodo storico si colloca la scoperta e la popolarità dei dinosauri, attraverso il riconoscimento e la ricostruzione dei loro resti fossili. Il paleontologo britannico Richard Owen, che nel 1842 aveva coniato il termine "dinosauro", nel 1870 fondò il Museo di storia naturale di Londra col sostegno del principe Alberto, marito della regina Vittoria. Nel 1858 il primo dinosauro americano fu scoperto da William Parker Foulke, facendo esplodere la mania dei dinosauri negli Stati Uniti. Gli studiosi Edward Drinker Cope e Othniel Charles Marsh entrarono in competizione per superarsi l'un l'altro nello scoprire nuovi esemplari preistorici in quella che fu chiamata la "guerra delle ossa", sfida che ebbe una vasta eco sui giornali e durò per circa trent'anni concludendosi nel 1897. Mentre fra gli studiosi si accendevano accanite dispute in merito a origine, fisiologia, collocazione temporale ed estinzione dei dinosauri, si diffondevano sempre di più iconografie e immagini fantastiche di questi animali e del loro habitat.
La seconda metà dell'Ottocento è anche il periodo in cui vennero inventati alcuni ipotetici continenti perduti quali Lemuria e Mu, che ben presto furono sfruttati dai sostenitori dell'occultismo e accostati al mito platonico di Atlantide.

### Precursori

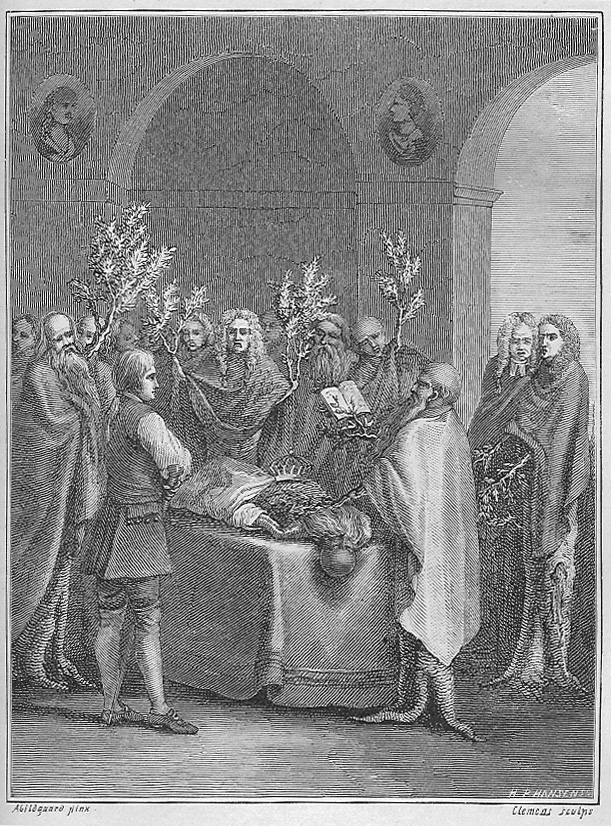
Illustrazione del 1789 per Il viaggio sotterraneo di Niels Klim (1741) di Ludvig Holberg. Incisione e disegni di Johan Frederik Clemens e Nicolai Abraham Abildgaard.

Il filone dei "mondi perduti" è evidentemente il successore dei "viaggi fantastici" dell'Ottocento e precedenti (tali narrazioni sono una delle forme letterarie più antiche). I primi racconti tuttavia erano nati in un mondo geograficamente "aperto": quando Jonathan Swift scrisse I viaggi di Gulliver (1726), gli europei non avevano ancora scoperto l'Australia né esplorato l'Africa. Alla fine dell'Ottocento invece gli spazi vuoti nelle mappe erano rimasti ormai pochi, dunque si va alla ricerca di angoli ancora inesplorati, misteriosi e inaccessibili del globo per ambientare queste storie, dall'Africa nera al bacino dell'Amazzonia, ai poli oppure addirittura nelle profondità del pianeta, all'interno della Terra cava. Anche il contenuto "scientifico" è differente: le opere della seconda metà dell'Ottocento - come quelle di Verne - danno importanza a nuove discipline come geologia, antropologia e soprattutto archeologia, nonché alla teoria dell'evoluzione di Darwin, sebbene molte storie si basino su teorie oggi considerate pseudoscientifiche più che scientifiche, come quelle di Ignatius Donnelly su Atlantide o la Terra cava.
Tra le opere precedenti al filone vero e proprio del "mondo perduto" vi sono i Voyages et aventures de Jacques Massé (1710) di Simon Tyssot de Patot, che comprende una fauna e flora preistorica; Il viaggio sotterraneo di Niels Klim (Nicolai Klimii iter subterraneum, 1741) di Ludvig Holberg, dove il protagonista cade in una caverna mentre l'esplorava e trascorre molti anni a vivere nella Terra cava; La terra del popolo volante. Vita e avventure di Peter Wilkins (The Life and Adventures of Peter Wilkins, 1751) di Robert Paltock, un viaggio immaginario ottocentesco ispirato sia a Defoe sia a Swift, dove un uomo di nome Peter Wilkins scopre un popolo alato in un'isola remota circondata da alte scogliere, come nell'isola di Caspak di Burroughs.

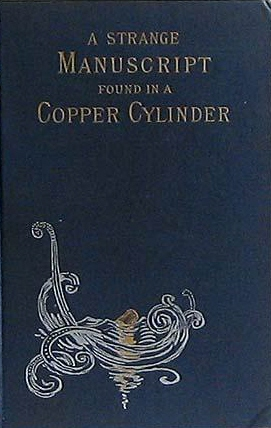
A Strange Manuscript Found in a Copper Cylinder (1888)

L'Icosameron (1788) di Giacomo Casanova è una lunga epopea di 5 volumi (1 800 pagine) dove i giovani protagonisti, fratello e sorella, cadono all'interno della Terra scoprendo l'utopia sotterranea dei Mégamicri ("grandi-piccoli"), una razza di nani pacifici, multicolori ed ermafroditi. L'autore ipotizza che potrebbe trattarsi del vero Giardino dell'Eden. Sebbene il romanzo di Casanova si possa considerare a buon titolo uno dei primi esempi del genere avventuroso del "mondo perduto", non poté avere un'autentica influenza sulle opere successive: sterminato, prolisso e pieno di digressioni, il libro si rivelò un tremendo insuccesso commerciale - tale da spingere Casanova sull'orlo della bancarotta - e fu dimenticato fino al 1921, quando ne venne riscoperta una traduzione tedesca.
Il romanzo su una terra cava Symzonia del 1820 da alcuni attribuito a John Cleves Symmes Jr. (o comunque basato sulle sue idee), è stato a sua volta citato come il primo sul genere del mondo perduto. Symmes è stato uno dei sostenitori più in vista della teoria della Terra cava.
La Storia di Arthur Gordon Pym (1838) di Edgar Allan Poe presenta alcuni elementi del filone verso la fine del racconto, mentre Erewhon (1872) di Samuel Butler utilizza il tema come veicolo di satira sociale alla Swift e non per il gusto dell'avventura romanzesca. È chiaro al lettore che il paese descritto da Butler - senza mai specificare in che parte del mondo si trovi - è una rappresentazione satirica dell'Inghilterra vittoriana (motivo per cui inizialmente il romanzo fu pubblicato anonimo).
Citato a sua volta come uno dei precursori del genere è A Strange Manuscript Found in a Copper Cylinder, il miglior romanzo del canadese James De Mille (1833-1880), pubblicato nel 1888, postumo e anonimo a puntate su Harper's Weekly e in Inghilterra, Stati Uniti e Canada, ma composto molti anni prima. Questa storia avventurosa, satirica e fantastica è ambientata in un'immaginaria "terra perduta" semitropicale in Antartide, abitata da mostri preistorici e da adoratori di un culto della morte chiamati Kosekin. Iniziato molti anni prima di essere pubblicato, ricorda il Gordon Pym di Poe e anticipa l'ambientazione esotica e gli elementi fantastici-avventurosi dei "mondi perduti" presenti nelle opere di H. Rider Haggard.

### Primi esempi nella narrativa

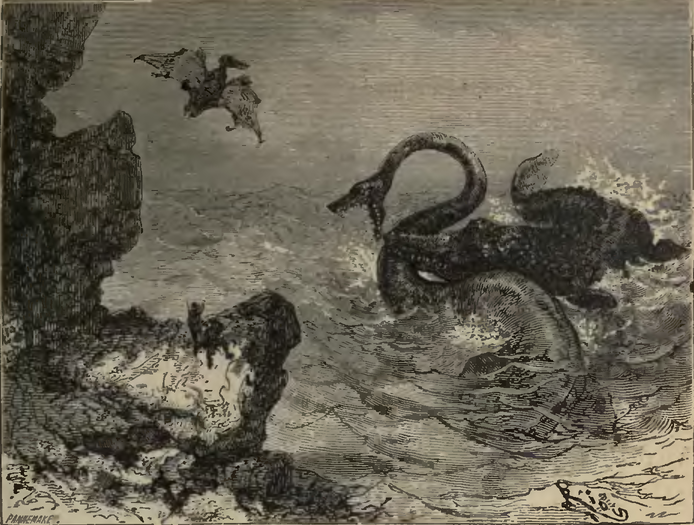
La mostruosa fauna preistorica in Viaggio al centro della Terra (1864) di Jules Verne (illustrazione di Édouard Riou per l'edizione del 1864).

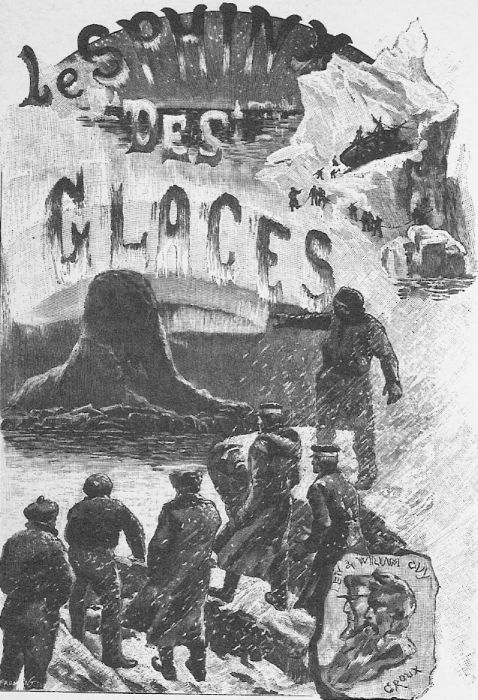
Illustrazione de La sfinge dei ghiacci (Le Sphinx des glaces, 1897) di Jules Verne

Il Viaggio al centro della Terra di Jules Verne del 1864 è un viaggio assai ricco di avventure e colpi di scena nelle profondità inesplorate del pianeta. Entrati attraverso il cono di un vulcano spento, scendendo e salendo nelle immense cavità sotterranee i protagonisti rinvengono, oltre a molti preziosi e rari minerali, anche resti di animali preistorici. Verne fa vivere agli eroi molte avventure al limite dell'impossibile, con rischi mortali in più occasioni. I viaggiatori giungono a una grande "caverna" collocata dall'autore a circa 35 leghe di profondità, scoprendo un mare interno popolato da una mostruosa fauna preistorica, che attraverseranno su una zattera. Gli elementi tipici che avrebbero contraddistinto il filone della terra perduta popolata da dinosauri sono già presenti nel romanzo di Verne, che — secondo l'Encyclopedia of Science Fiction — costituisce forse la migliore di tutte le fantasie sul "mondo interno". Verne tornò sul tema dei "mondi perduti" con altre opere, come La sfinge dei ghiacci (1897), un seguito della Storia di Arthur Gordon Pym di Poe ambientato fra i misteri dei ghiacci antartici, e Il villaggio aereo (Le Village aérien, 1901), un romanzo di avventure nella giungla africana in cui si scopre un popolo perduto che vive negli alberi, che malgrado il tono giocoso costituisce l'occasione per riflettere sul famoso "anello mancante" tra la scimmia e l'uomo, un dibattito all'epoca molto acceso dopo la pubblicazione dell'opera di Darwin.
Sette anni dopo quello di Verne, un nuovo viaggio nelle profondità della Terra si ha con La razza ventura (The Coming Race, 1871) di Edward Bulwer-Lytton, una storia fantastica in forma di resoconto dove il protagonista scopre una civiltà sotterranea altamente evoluta di superuomini sopravvissuti a cataclismi mitologici. Il racconto proto-fantascientifico di Bulwer-Lytton su tale "razza perduta" fu preso assai seriamente dai sostenitori dell'esistenza di Atlantide (tra i quali Scott-Elliot) e successivamente dai cultori dell'occultismo. È opinione comune che l'opera, oltre ad avere alimentato l'immaginario misticheggiante del nazismo, possa avere probabilmente influenzato La macchina del tempo di H. G. Wells per la sua tematica di una razza sotterranea che attende di conquistare il proprio posto al sole. La trama del libro è stata inoltre riciclata in numerosi film di serie B e in una varietà di teorie pseudoscientifiche e complottiste.
Il popolarissimo Le miniere di re Salomone del 1885 di H. Rider Haggard è a sua volta citato come prototipo del genere del mondo perduto. Narra della spedizione in una regione inesplorata dell'Africa da parte di un gruppo di avventurieri guidato da Allan Quatermain alla ricerca del fratello scomparso di uno dei compagni. Quatermain costituisce per vari aspetti la figura archetipica del "grande cacciatore bianco", l'eroe dell'epoca del colonialismo britannico. Le miniere di re Salomone è il primo romanzo avventuroso inglese ambientato in Africa e diede forma al genere del mondo perduto, influenzando le successive narrazioni, come L'uomo che volle farsi re (1888) di Rudyard Kipling, Il mondo perduto (1912) di Arthur Conan Doyle, La terra dimenticata dal tempo (1918) di Edgar Rice Burroughs, Il pozzo della luna (1918-1919) di A. Merritt, Alle montagne della follia (1936) di Howard Phillips Lovecraft e Kioga of the Wilderness (1936) di William L. Chester. Anche il fumetto dell'Uomo mascherato (The Phantom, 1936) di Lee Falk fu concepito inizialmente all'interno di questo genere.
Lei o La donna eterna (She) è un altro celebre romanzo di Haggard che ha influenzato il filone. Pubblicato inizialmente nel 1886-1887 a puntate, nelle successive ristampe fu straordinariamente popolare all'epoca, rimanendo uno dei classici della letteratura d'immaginazione. La "donna eterna" del romanzo è Ayesha, immortale regina bianca della città perduta di Kôr, al centro dell'Africa, abitata da una popolazione regredita, con un elemento soprannaturale (la "Fiamma dell'Immortalità") e una dea bianca da adorare. In quest'opera, H. Rider Haggard sviluppò le convenzioni del filone del "mondo perduto", che molti altri autori emularono nei decenni successivi. È uno dei best seller della narrativa di ogni tempo ed è stato tradotto in decine di lingue. Il romanzo ha ispirato una decina di film, la metà dei quali già nell'epoca del cinema muto.
Un altro mondo perduto sotterraneo è invece quello descritto in The Land of the Changing Sun (1894) di Will N. Harben. Willis George Emerson, ne Il dio fumoso (The Smoky God - A voyage to the inner World, 1908), narra una storia come riferita da un pescatore norvegese di nome Olaf Jansen, il quale raggiunge con suo padre e la sua barca il continente interno, dove rimangono per due anni visitando le città del regno che vi si trova (identificato in opere successive con Agarthi) e da cui escono dalla parte opposta, al polo sud. Il racconto di Emerson è considerato una delle prime fonti della credenza sulle civiltà sotterranee.
Altri romanzi di fine Ottocento citati nel filone sono The Phantom City (1886) di William Westall e The Aztec Treasure-House (1890) di Thomas Janvier.
L'isola del dottor Moreau (1895) di H. G. Wells può essere visto come una variazione sul tema, dato che l'ambientazione è costituita da una misteriosa isola di origine vulcanica nel Pacifico in cui il protagonista/narratore approda dopo un naufragio. Qui tuttavia il "mondo atavico" del tema non è conseguenza della naturale evoluzione (o del rallentamento dell'evoluzione stessa), ma è artificiale, frutto degli sconsiderati esperimenti del dottor Moreau, geniale medico e scienziato specializzato in scienze di vivisezione, che ha dato vita a una popolazione di creature a metà tra l'uomo e l'animale, destinate a ribellarsi al loro creatore dimostrando segni di ritorno alla propria originaria bestialità.

### Il mondo perduto di Arthur Conan Doyle

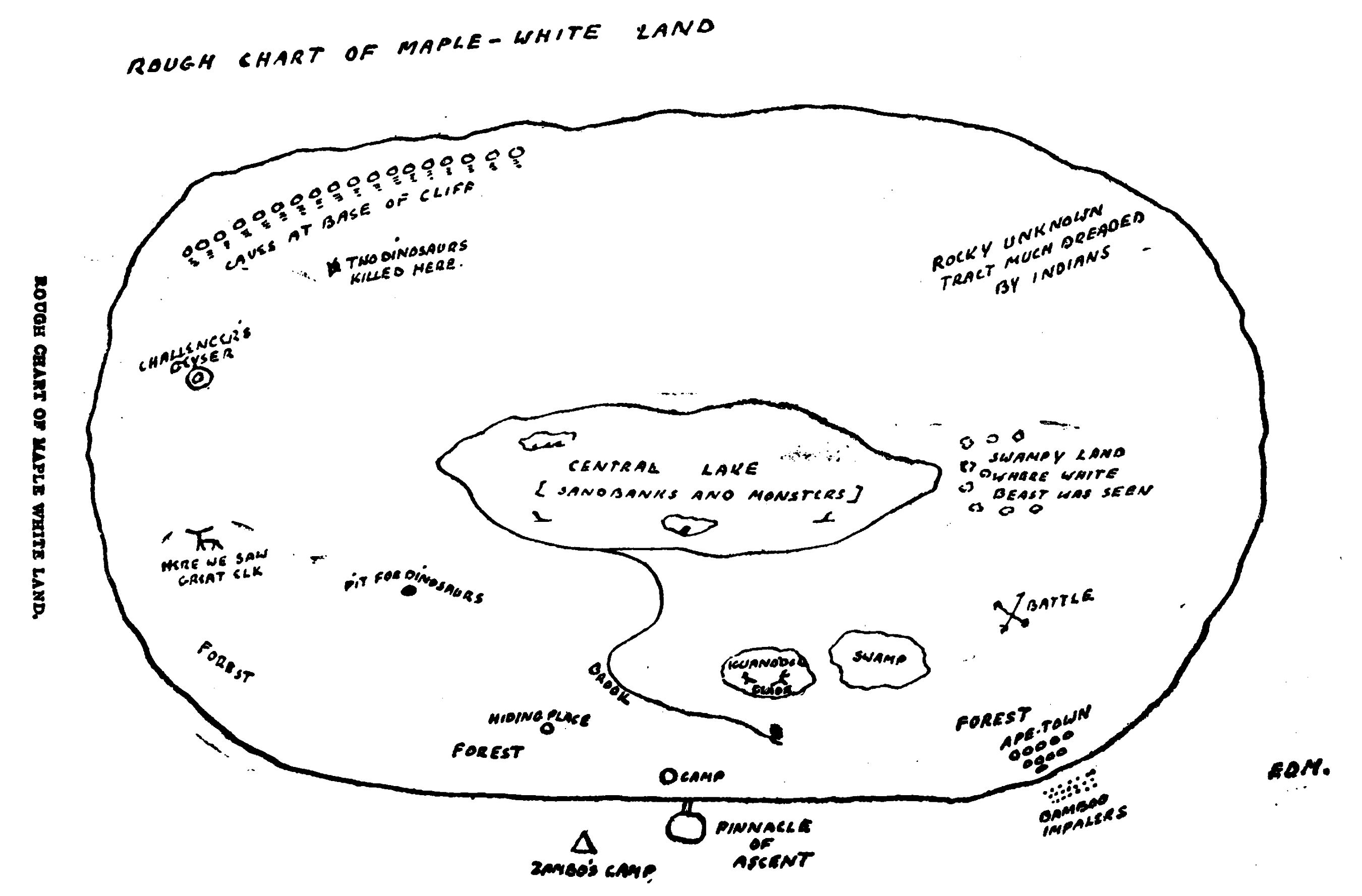
Mappa schematica della Terra di Maple White, dal romanzo Il mondo perduto di Arthur Conan Doyle

Arthur Conan Doyle aggiunse l'ultimo elemento mancante, i dinosauri, al genere del mondo perduto.
Benché rimanga più noto per il ciclo di Sherlock Holmes, Doyle scrisse varie opere fantastico-fantascientifiche; ai confini tra avventura e fantascienza si colloca il suo romanzo Il mondo perduto del 1912, il primo di una serie che ha per protagonista un geniale, audace ma scorbutico scienziato, il professor Challenger. Il professore esplora in Sudamerica un altopiano rimasto isolato dal mondo circostante, la Terra di Maple White, in cui vive una fauna primordiale di mostri preistorici.
Doyle trasse ispirazione per il suo romanzo dalla grande suggestione suscitata dalla conquista avvenuta nel 1884 della cima del Roraima, il più alto tra tutti i tepui venezuelani, che costituisce un caso di straordinario interesse biologico e geologico, poiché la sua inaccessibilità determinò un processo evolutivo del tutto indipendente da quello del territorio circostante e vi si trovano effettivamente specie animali e vegetali del tutto assenti nel resto del mondo. La conquista della sua cima richiese molte spedizioni, effettuate nel corso di almeno mezzo secolo.
Il romanzo ha ispirato un buon numero di pellicole cinematografiche spettacolari dal 1925 in poi.

### Le terre dimenticate dal tempo di Burroughs

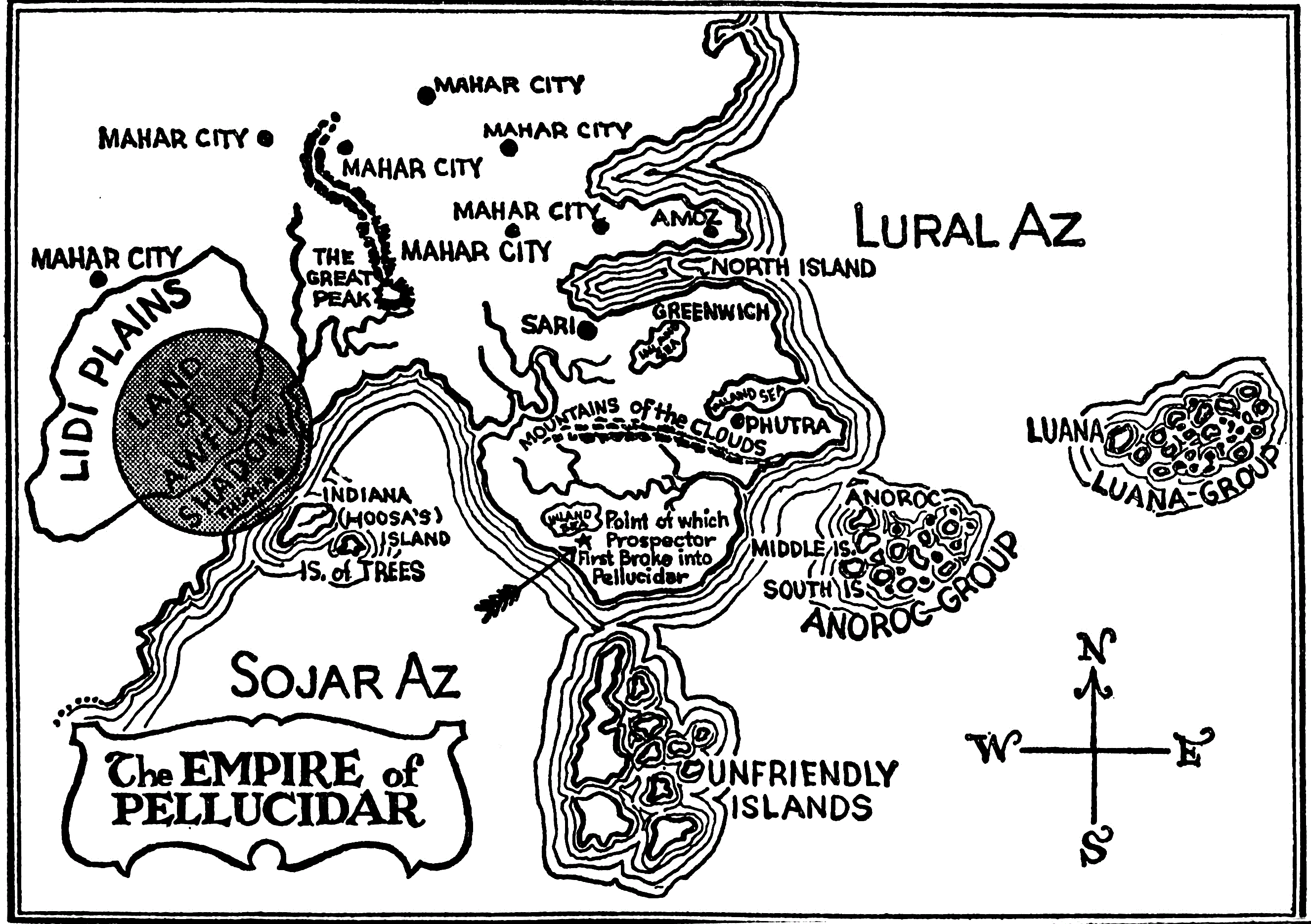
Mappa della terra di Pellucidar, dal secondo romanzo della serie, Pellucidar

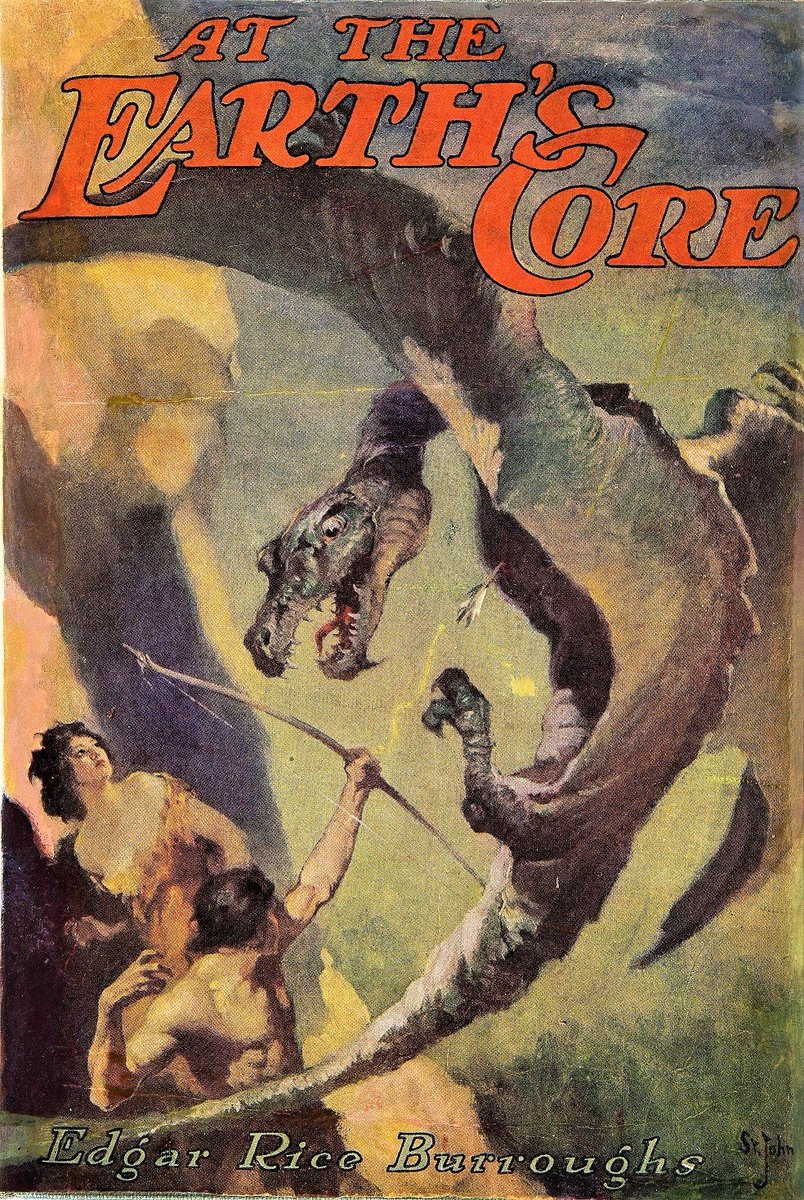
Sovracopertina di un'edizione del 1922 del romanzo Al centro della Terra di Burroughs; illustrazione di J. Allen St. John (1872-1957)

Il prolifico scrittore statunitense Edgar Rice Burroughs - ormai famoso per il ciclo di Marte e Tarzan - si dedica a sua volta al tema del "mondo perduto" solo due anni dopo Conan Doyle, con il ciclo di Pellucidar, che inizia col romanzo Al centro della Terra (At the Earth's Core o The Inner World, 1914); fin dal titolo si intuisce la somiglianza con il modello di Verne ormai distante cinquant'anni.
Nel primo romanzo del ciclo i protagonisti, all'interno di una "talpa di ferro" sperimentale, un fantascientifico veicolo di escavazione, scendono di 500 miglia all'interno della crosta terrestre, emergendo nello sconosciuto mondo interno di Pellucidar (nell'idea di Burroughs, la Terra è una sfera cava, con Pellucidar sulla faccia interna di questa sfera). Pellucidar è abitata da creature preistoriche di ogni era geologica e dominata da una specie di rettili volanti intelligenti e civilizzati, che predano e schiavizzano gli umani dell'età della pietra lì autoctoni. Il romanzo è stato adattato nel film Centro della Terra: continente sconosciuto nel 1976.
Burroughs addirittura fonderà i cicli nel romanzo Tarzan al centro della Terra del 1930, che è il tredicesimo episodio di Tarzan, il suo personaggio più celebre, e contemporaneamente il quarto del ciclo di Pellucidar.
La terra dimenticata dal tempo del 1918 (raccolta insieme ai suoi due seguiti nel 1924) dà invece il via a una trilogia di Burroughs non legata al ciclo di Pellucidar e che a sua volta ha ispirato un film omonimo del 1975. La storia è ambientata nell'isola di Caspak o Caprona, dove approdano dei naufraghi. L'isola, nei pressi dell'Antartide, è rimasta allo stadio primitivo e popolata da dinosauri, animali preistorici e tribù di cavernicoli. Due tribù umane sono costantemente in lotta tra loro: una più avanzata, sia tecnologicamente sia spiritualmente, e una molto più arretrata.
Tarzan scopre un'altra terra perduta, Pal-ul-don, nel romanzo Tarzan il terribile (Tarzan The Terrible) del 1921 e una città perduta in Tarzan and the Madman, scritto nel 1940 e pubblicato postumo nel 1964. Il personaggio di Tarzan, all'apice della sua fama, fa il suo ingresso nei fumetti nel 1929, venendo ben presto imitato da una folta schiera di personaggi maschili e femminili, i cosiddetti "tarzanidi", che come l'uomo scimmia vivono nella giungla più profonda; uno dei temi tipici di queste storie a fumetti è proprio la scoperta di civiltà perdute.
I romanzi di Burroughs sono conosciuti per il loro impatto pioneristico nel campo della narrativa di genere avventuroso, fantascientifico e fantastico, in particolare nei filoni del mondo perduto e fanta-preistorico.

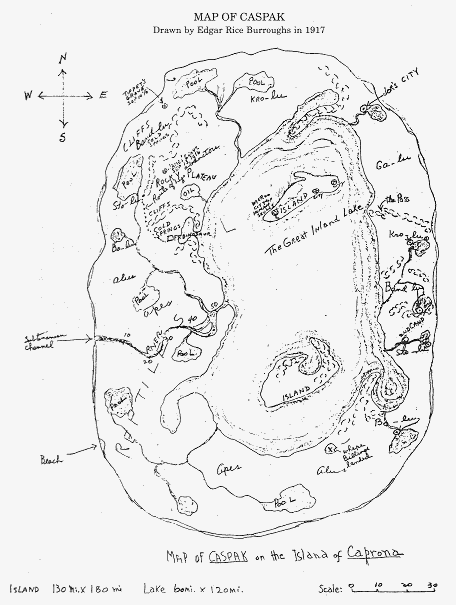
Mappa originale dell'isola di Caspak/Caprona, tracciata nel 1917 da Edgar Rice Burroughs per la sua trilogia di romanzi
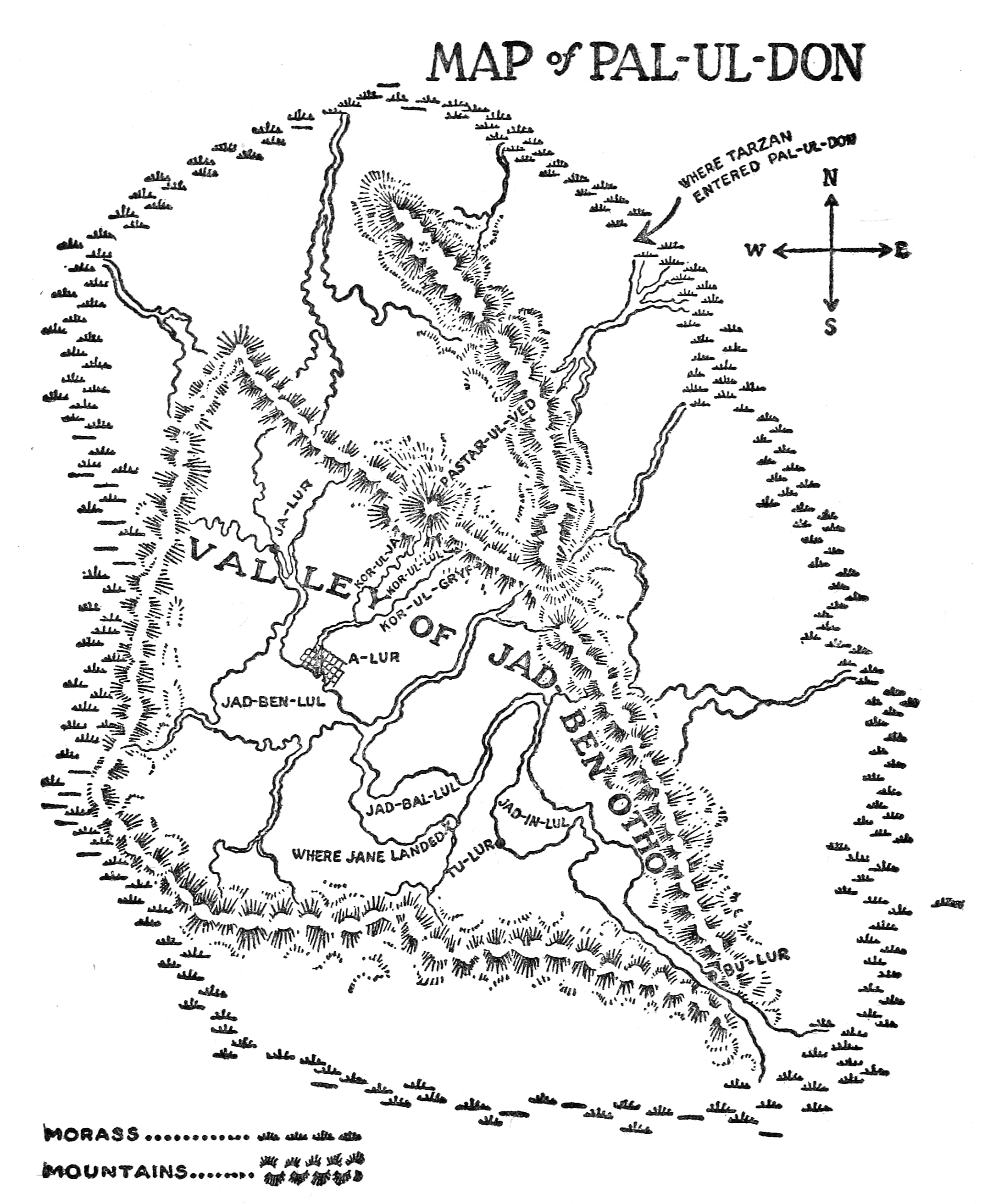
Mappa di Pal-ul-don, dalla prima edizione di Tarzan The Terrible (1921)

### Altre terre perdute
Uno dei primi scrittori russi di fantascienza, il geologo ed esploratore Vladimir Afanas'evič Obručev, scrisse sulla scorta del Mondo perduto di Conan Doyle i popolari romanzi Plutonia (Плутония, 1915) e Земля Санникова ("Terra di Sannikov", 1924), descrivendo con vividi dettagli la scoperta di un mondo isolato di animali preistorici nelle grandi isole fino ad allora inesplorate a nord dell'Alaska o della Siberia. In Plutonia vengono ritrovati dinosauri e altre specie giurassiche in un'immaginaria terra sotterranea a nord dell'Alaska. I passaggi descrittivi sono resi più credibili dalla vasta conoscenza di Obručev della paleontologia.

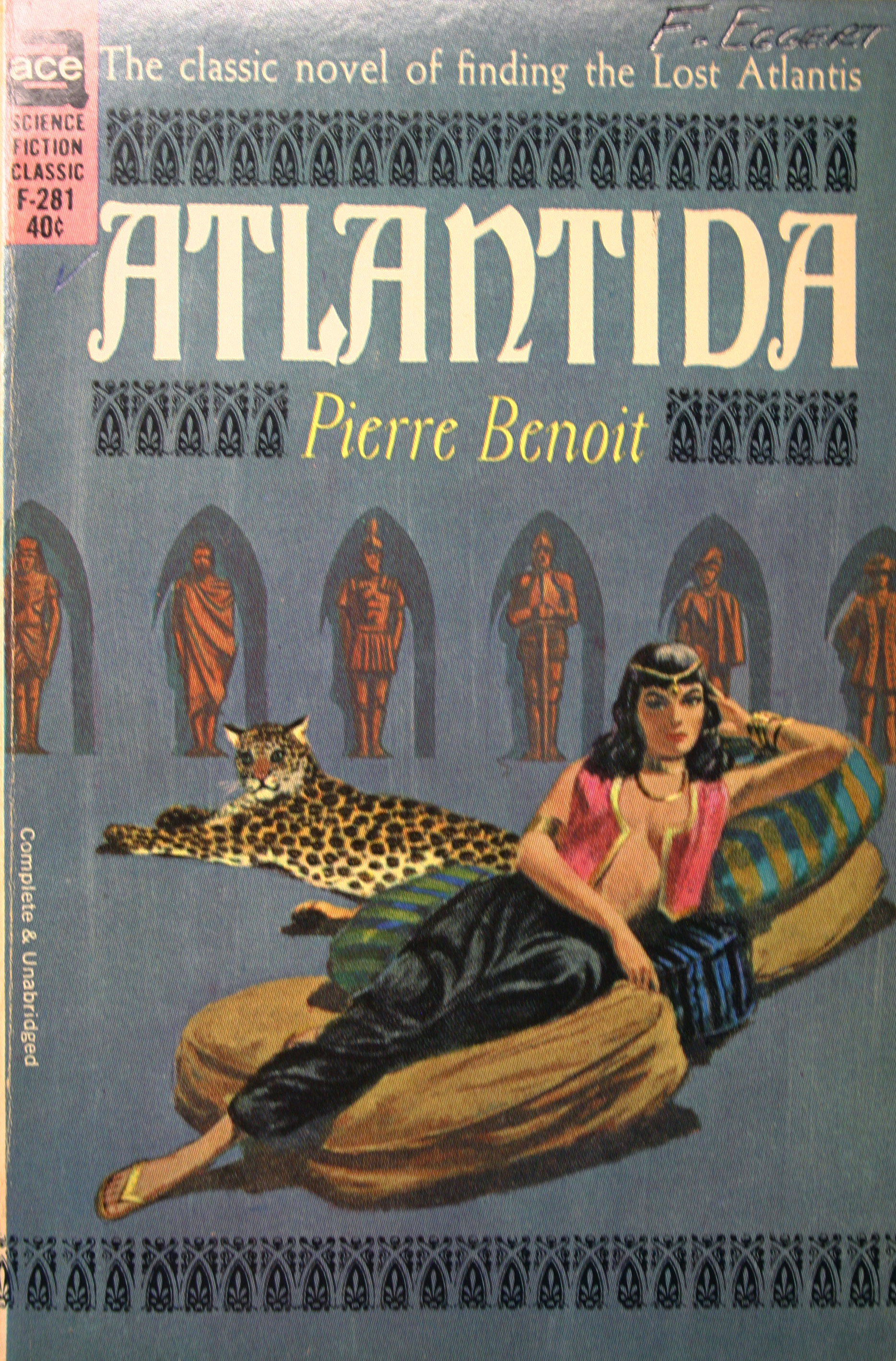
Copertina di una traduzione statunitense pulp del 1920 de L'Atlantide di Pierre Benoît

Nel popolare romanzo L'Atlantide del 1919 del francese Pierre Benoît, durante una spedizione in mezzo al deserto del Sahara due militari francesi scoprono il regno degli ultimi discendenti della perduta Atlantide, comandati dal sinistro fascino della regina Antinea, che colleziona amanti trasformandoli in statue d'oro. È proprio Atlantide, in fin dei conti, il più ambìto dei "mondi perduti" (lo stesso già fatto intravedere da Verne nelle profondità marine ai passeggeri del Nautilus del Capitano Nemo in Ventimila leghe sotto i mari).
Lo statunitense A. Merritt scrisse varie opere di science fantasy sul tema, tra le quali Il pozzo della luna (The Moon Pool, 1918-1919), il suo seguito Il mostro di metallo (The Metal Monster, 1920), Il volto nell'abisso (The Face in the Abyss, 1923-1931). Il franco-belga J. H. Rosny aîné in Terra inesplorata (L'Étonnant voyage de Hareton Ironcastle, 1922) narra di una spedizione che nel cuore dell'Africa scopre una misteriosa area con un ecosistema di un altro mondo, con flora e fauna alieni.
Benché il filone letterario inizi a declinare alla fine degli anni venti, inizia a comparire nelle nascenti riviste pulp, con opere che hanno avuto una certa influenza negli scrittori successivi. Nel 1927 viene pubblicato a puntate su Weird Tales il romanzo Drome scritto e illustrato da John Martin Leahy (riedito in volume nel 1952).
Caratterizzate da numerosi elementi fantascientifici sono le opere di John Taine (pseudonimo del matematico scozzese Eric Temple Bell), come La grande razza (The Purple Sapphire, 1924) e The Greatest Adventure (1929). Quest'ultimo romanzo in particolare è stato citato come un degno rivale dei mondi perduti di Conan Doyle e Haggard. In esso una spedizione scientifica nell'Antartico porta alla scoperta tra i ghiacci dei resti di un'antica civiltà che possedeva una tecnologia molto avanzata. La spedizione è minacciata da alcune gigantesche creature che ricordano i dinosauri e che sembrano perfettamente adattate al clima inospitale. Si scoprirà che essi erano frutto degli esperimenti genetici dell'antica cultura, che portarono a mutazioni incontrollabili. Per evitare il rischio di contaminare la biosfera del resto del mondo, la civiltà decise di autorecludersi nei ghiacci.
Orizzonte perduto (1933) di James Hilton godette di successo popolare utilizzando il genere per proporre considerazioni filosofiche e di critica sociale. Introdusse il nome di Shangri-La, divenuto un meme per l'idealizzazione del mondo perduto come di un "paradiso". Gli abitanti del mondo perduto sono visti come esseri superiori degli esterni anche in Land Under England (1935) di Joseph O'Neill, il resoconto di una società totalitaria governata dal controllo mentale telepatico (citata da Karl Edward Wagner come uno dei tredici migliori romanzi di fantascienza orrorifica); e in Jack Harding's Quest (1939) di Douglas V. Duff, una storia ambientata nel Medio Oriente.

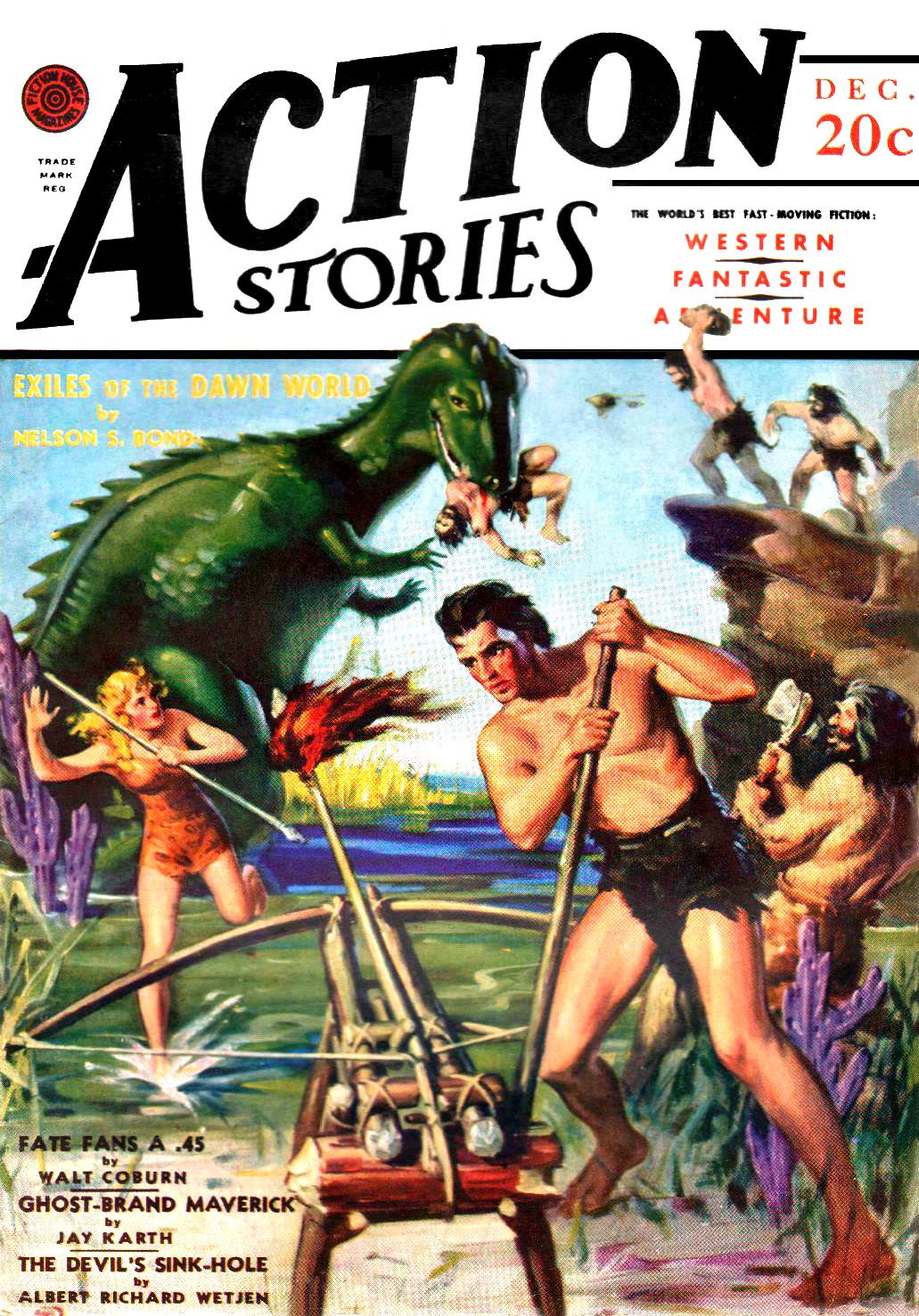
Copertina della rivista Action Stories, vol. 16 n. 1, dicembre 1940, con i vari elementi delle storie in stile "mondo perduto"

Kioga, Hawk of the Wilderness ("Kioga, falco della selva", 1936) di William L. Chester, eroe ispirato a Tarzan di una serie di quattro romanzi pubblicati a puntate sui pulp, vive le sue avventure nello Stretto di Bering e viene ripreso in un serial cinematografico del 1938.
Se i primi esempi del filone erano ambientati in parti del mondo all'epoca ancora inesplorate dagli europei, in particolare il cuore dell'Africa (Haggard e Burroughs con Tarzan) o l'interno dell'America meridionale (Il mondo perduto di Doyle e Il volto nell'abisso di Merritt), come pure l'Asia centrale (Kipling e Hilton), gli scrittori successivi preferirono l'Antartide, soprattutto come rifugio di specie preistoriche. Alle montagne della follia di Howard Phillips Lovecraft, scritto nel 1931 e pubblicato nel 1936, ispirato a sua volta al Gordon Pym di Poe, può essere considerato precursore di un filone di storie su spedizioni alle regioni polari ormai classiche (tra queste La cosa da un altro mondo di John W. Campbell del 1938, trasposto in due film). In Dian of the Lost Land (1935) di Edison Marshall, Cro-Magnon, Neandertaliani e mammut sopravvivono nella "Terra del Muschio" (Moss Country), un angolo riparato e temperato del continente antartico; in un luogo simile vivono esseri umani come i discendenti di Atlantide nel romanzo di Dennis Wheatley The Man Who Missed the War (1945). Crusoe Warburton (1954) di Victor Wallace Germains descrive un'isola nel remoto Atlantico meridionale con un impero perduto che non conosce la polvere da sparo. In Antartide sono state ambientate ancora varie altre opere fino ai giorni nostri: dallo scioglimento dei ghiacci emergono dinosauri e Nefilim nel romanzo apocalittico Antarktos Rising (2007) di Jeremy Robinson, mentre il fantasy satirico Pym (2011) di Mat Johnson descrive giganteschi ominidi bianchi che vivono in caverne di ghiaccio.
Tra gli esempi tardi del filone letterario si collocano, come già accennato, le opere di Dennis Wheatley, tra cui anche The Fabulous Valley (1934) e Uncharted Seas (1938), da cui è tratto il film La nebbia degli orrori; e varie altre, come Hidden World (1935; 1957) e Il mondo perduto (When the Birds Fly South, 1945) di Stanton A. Coblentz e Il popolo segreto (The Secret People, 1935) del britannico John Wyndham, in cui il mondo perduto è situato in una caverna sotto il deserto del Sahara. Ancora Lovecraft, scrivendo come ghostwriter, descrive un regno spaventoso nel romanzo breve dell'orrore Il tumulo (The Mound), composto nel 1929-1930 ma pubblicato postumo nel 1940.
Nel frattempo il tema del "mondo perduto" si manifesta anche in altri media. Nel 1936 appare una striscia a fumetti inizialmente concepita all'interno del filone: l'Uomo mascherato (The Phantom, 1936) di Lee Falk. La base dell'eroe mascherato è situata nelle profondità della foresta dell'isola di Eden, appartenente all'immaginario stato di Bangalla (o Bengalia o Bangolia), inizialmente collocato in Asia e in seguito spostato nel cuore dell'Africa.

## Il cinema e King Kong

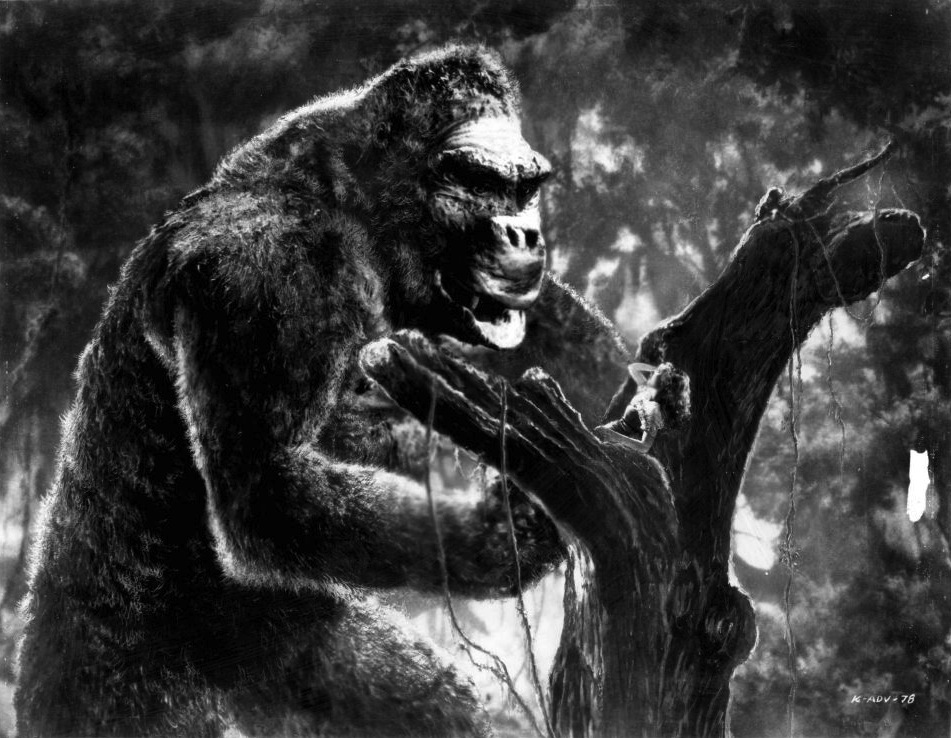
Foto promozionale del film King Kong (1933)

Quando il filone letterario tardo vittoriano era ormai esaurito, il tema del "mondo perduto" viene ripreso e reso nuovamente popolare dalla nascente industria del cinema. Ad esempio il romanzo Lei o La donna eterna (She) di Haggard ha ispirato una decina di film, la metà dei quali già nell'epoca del cinema muto (il primo nel 1899). Le miniere di re Salomone ebbe la sua prima versione cinematografica nel 1937.
Una storia originale è invece quella della scimmia gigante nel film King Kong del 1933, di Merian C. Cooper e Ernest B. Schoedsack, ambientato per tutta la prima parte in una "terra perduta", la leggendaria Isola del Teschio, dove Kong vive come ultimo esemplare della propria specie di primati, assieme a una serie di creature preistoriche altrettanto spaventose. Il film costituisce uno dei paradigmi di base del linguaggio cinematografico. La sapiente combinazione di elementi avventurosi, romantici e fantastici, insieme a una serie di trucchi visivi all'epoca rivoluzionari, ha fatto di questo film uno dei massimi capolavori della storia del cinema. L'esperto di effetti speciali Willis O'Brien in questo film mescolò per la prima volta l'animazione a passo uno con altre tecniche, come la retroproiezione, la proiezione miniaturizzata e lo schermo blu, per inserire gli attori in scene mai viste prima.
King Kong deve molto al precedente film Il mondo perduto (The Lost World, 1925) di Harry Hoyt, primo adattamento del romanzo omonimo di Arthur Conan Doyle, ambientato in una valle segreta della foresta amazzonica, che costituì il primo film a mostrare al grande pubblico dei dinosauri "dal vivo" grazie alla tecnica di animazione del passo uno - sempre per opera di O'Brien -, facendo apparire ben 50 creature diverse. Il film ha avuto un remake nel 1960, Mondo perduto per la regia di Irwin Allen, dove per economizzare sugli effetti speciali furono utilizzati rettili mascherati da mostri invece dell'animazione a passo uno. King Kong ha avuto a sua volta due remake, nel 1976 (con le creature meccaniche di Carlo Rambaldi) e nel 2005 (con le creature in computer grafica).
Nel serial cinematografico del 1935 La città perduta (The Lost City), si scopre che una serie di terremoti e tempeste elettriche originano da una zona dell'Africa nera, dove ha il proprio laboratorio uno scienziato prigioniero di un megalomane che vuole dominare il mondo; anche qui la città perduta è sorvegliata da una bellicosa tribù di indigeni.
La terra dimenticata dal tempo (The Land That Time Forgot ) è un adattamento del 1975 dal romanzo omonimo di Edgar Rice Burroughs. La storia è ambientata durante la prima guerra mondiale e l'isola perduta è situata in Antartide. In questo film i dinosauri erano realizzati come pupazzi. L'inatteso successo riscosso dalla pellicola spinse la casa di produzione a realizzare altri due adattamenti cinematografici da opere di Burroughs, sempre con la regia Kevin Connor: Centro della Terra: continente sconosciuto (At the Earth's Core, 1976) e Gli uomini della terra dimenticata dal tempo (The People That Time Forgot, 1977), un seguito diretto de La terra dimenticata dal tempo.

## Influenze nella fantascienza

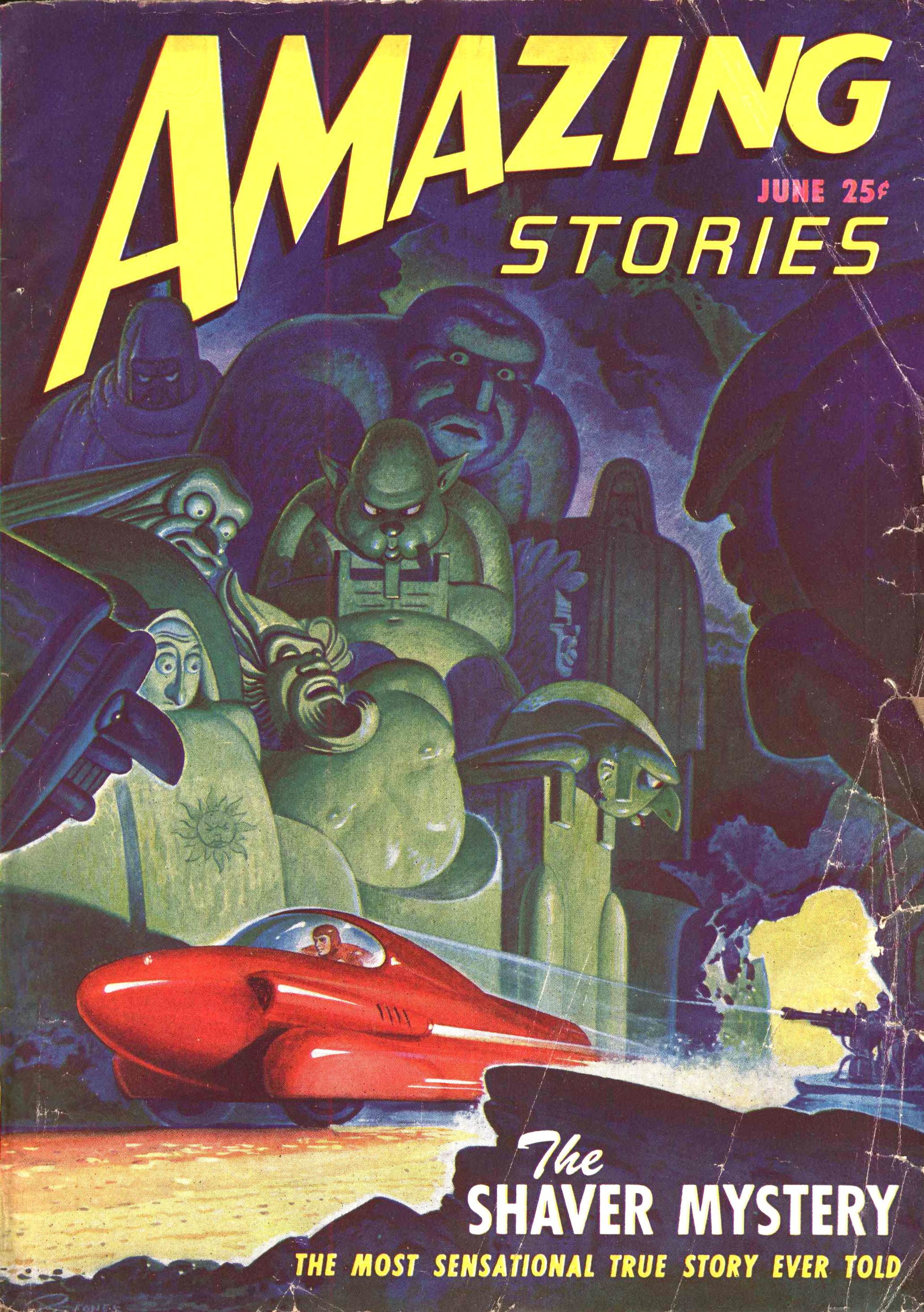
Copertina della rivista Amazing Stories di giugno 1947 con un capitolo dello "Shaver Mistery"

Il genere del mondo perduto ha avuto una notevole influenza sul nascente genere fantascientifico. Ad esempio Edmond Hamilton, il noto maestro della space opera, scrisse varie opere di questo tipo, tra le quali La valle della creazione (The Valley of Creation, 1948).
Dal 1945 al 1949 la rivista pulp di fantascienza Amazing Stories sostenne l'idea di una Terra cava, pubblicando una serie di storie di Richard S. Shaver in cui veniva presentata come vera la storia sensazionale di una razza superiore preistorica che sarebbe sopravvissuta nelle cavità della Terra. I discendenti di questa razza, noti come Dero, vivrebbero nelle caverne usando macchine fantastiche abbandonate da razze antiche per tormentare coloro che vivono in superficie. In seguito alle affermazioni di Shaver, sostenute solo da ipotetiche "voci", migliaia di persone scrissero al giornale affermando di sentire "voci infernali" provenienti da sottoterra. Shaver pubblicò anche sulla rivista Other Worlds. Lo "Shaver Mistery" (come venne chiamato) fece sensazione, ma col proseguire della farsa (Shaver non ammise mai che si trattasse di fiction) squalificò la reputazione di Amazing. La rilevanza di questa serie è storica, più che letteraria; all'interno di questi brevi racconti di fantascienza erano inseriti molti dei temi che più tardi sarebbero stati accettati nel canone ufologico.
L'influenza maggiore del genere del "mondo perduto" sulla fantascienza fu tuttavia la nascita di un nuovo filone, il planetary romance che - come suggerisce il nome stesso - non è altro che la sua estensione a un'ambientazione planetaria. Secondo Allienne Becker, si tratta di un'evoluzione logica: "Quando non vi furono più angoli inesplorati della nostra terra, il romance del mondo perduto si rivolse allo spazio." Nel planetary romance le trasformazioni della space opera sono applicate al genere del romanzo popolare: il prode avventuriero/esploratore diventa un viaggiatore dello spazio, spesso proveniente dalla Terra, la quale sta a rappresentare l'Europa moderna e l'America settentrionale (concepite come centri di tecnologia e colonialismo). Gli altri pianeti (spesso, agli albori del genere, Marte e Venere) rimpiazzano Asia e Africa come luoghi esotici; nel mentre ostili tribù di alieni e le loro decadenti monarchie sostituiscono gli stereotipi occidentali di "razze selvagge" e "dispotismo orientale". Il primo scrittore a conquistare un ampio mercato per questo genere di storie fu proprio Edgar Rice Burroughs, di cui apparvero le prime opere del ciclo di Marte (Barsoom) nel 1911. La pubblicazione dei pulp magazine di fantascienza a partire dal 1926 (particolarmente prolifica negli anni trenta) costituì un nuovo mercato per i planetary romance, producendo una forte influenza nelle successive incarnazioni di questo genere narrativo.
Il filone dei "mondi perduti" della fantascienza è proseguito con opere che descrivono la scoperta di civiltà in pianeti perduti. Un buon esempio di questo genere è costituito da gran parte delle opere di Anne McCaffrey, in particolare la sua serie meticolosamente pianificata dei Dragonieri di Pern, che si svolge su un lontano pianeta colonizzato dai terrestri ma successivamente dimenticato. La serie di romanzi della McCaffrey è incentrata sulla lotta per la sopravvivenza di questo mondo perduto contro una minaccia che lo visita per cinquant'anni ogni 250, e sulla struttura sociale che si è evoluta per affrontare tale sfida. Un altro esempio è il ciclo di Darkover di Marion Zimmer Bradley, che a sua volta descrive un mondo colonizzato dalla Terra e poi dimenticato per millenni, dove però i coloni si sono incrociati con delle razze aliene autoctone, sviluppando straordinari poteri psichici che ricordano la magia e una civiltà peculiare basata su di essi.
Nel mondo del fumetto, è possibile citare Yor, il cacciatore (Henga, el cazador, 1974) di Juan Zanotto (disegni) e Ray Collins (testi). La saga, ambientata "all'alba della civiltà, alla fine del Neolitico" (intorno al 4500 a.C.), è imperniata sul mistero delle origini del protagonista e del suo legame con la mitica Atlantide. Il "mondo perduto" è qui una "fanta-preistoria" in cui convivono uomini primitivi, mostri preistorici e i sopravvissuti di un'antica e avanzatissima civiltà aliena in via di estinzione. Ancora di Juan Zanotto, la saga fantascientifica a fumetti Orizzonti perduti (Horizontes perdidos, 1993), proseguita poi col titolo Falka, è un moderno planetary romance ambientato su un remoto pianeta, con un titolo che è una citazione di quello del romanzo Orizzonte perduto di Hilton del 1933.

## Ripresa del tema in opere contemporanee
Il racconto Black as the Pit, from Pole to Pole (1977) di Steven Utley e Howard Waldrop è un pastiche dell'intera tradizione della "Terra cava" ed è considerato uno dei precursori della fantascienza steampunk.
Lo scrittore statunitense contemporaneo Michael Crichton invoca la tradizione del "mondo perduto" nel suo romanzo Congo (1980), che coinvolge una ricerca delle miniere di re Salomone, che si favoleggia si trovino in una città perduta africana chiamata Zinj. Crichton ha omaggiato il genere anche nella sua serie di romanzi e cinematografica Jurassic Park (dal 1990), benché il suo "mondo perduto" popolato da dinosauri sia realizzato artificialmente da un magnate con l'ingegneria genetica per scopi commerciali: creare una grande attrazione per turisti.
Negli anni novanta, James Gurney ha pubblicato una serie di romanzi giovanili di un'isola sperduta chiamata Dinotopia, in cui gli esseri umani convivono pacificamente con dinosauri vivi.
Vari romanzi di James Rollins, a cominciare da La città di ghiaccio (Subterranean, 1999), sono una ripresa contemporanea del tema del mondo perduto in chiave thriller tecnologico-fantascientifico.
Il tema del mondo perduto è presente in molti altri media. Anche i fumetti fanno uso di quest'idea, ad esempio con la Terra Selvaggia dell'universo Marvel, dove vivono le loro avventure gli eroi Shanna e Ka-Zar, o nella terra paradisiaca di Themyscira nei fumetti DC Comics. Nei videogiochi è utilizzato in particolare in Tomb Raider e seguiti e in Uncharted. Nell'ambito cinematografico, il franchise di Indiana Jones fa uso di concetti simili, come pure il film Sky Captain and the World of Tomorrow, pellicola del 2004 che omaggia i racconti dei pulp magazine. La serie televisiva di successo Lost (2004-2010) è incentrata sulle vicende dei sopravvissuti a un disastro aereo su un'isola sconosciuta.

## Temi e luoghi
La civiltà perduta è stata identificata di volta in volta con vari luoghi, e intrecciata con varie tematiche:
- Atlantide, Mu, Lemuria, le civiltà preistoriche/antidiluviane (es. ipotesi della civiltà siluriana, ipotesi delle "civiltà evolute estinte"...)
- residui o luoghi segreti gestiti da civiltà extraterrestri (teoria degli antichi astronauti)
- El Dorado
- Shangri-La, Agarthi e Śambhala
- Thule
- Terra cava
- Rettiliani e teoria del complotto rettiliano
- Mondi sottomarini

## Filmografia

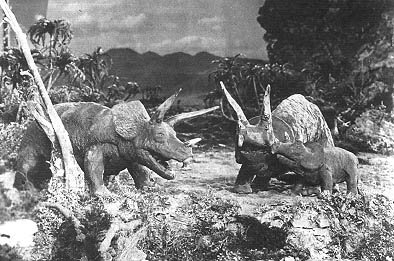
Dinosauri animati da Willis O'Brien a passo uno per il film Il mondo perduto (The Lost World, 1925)

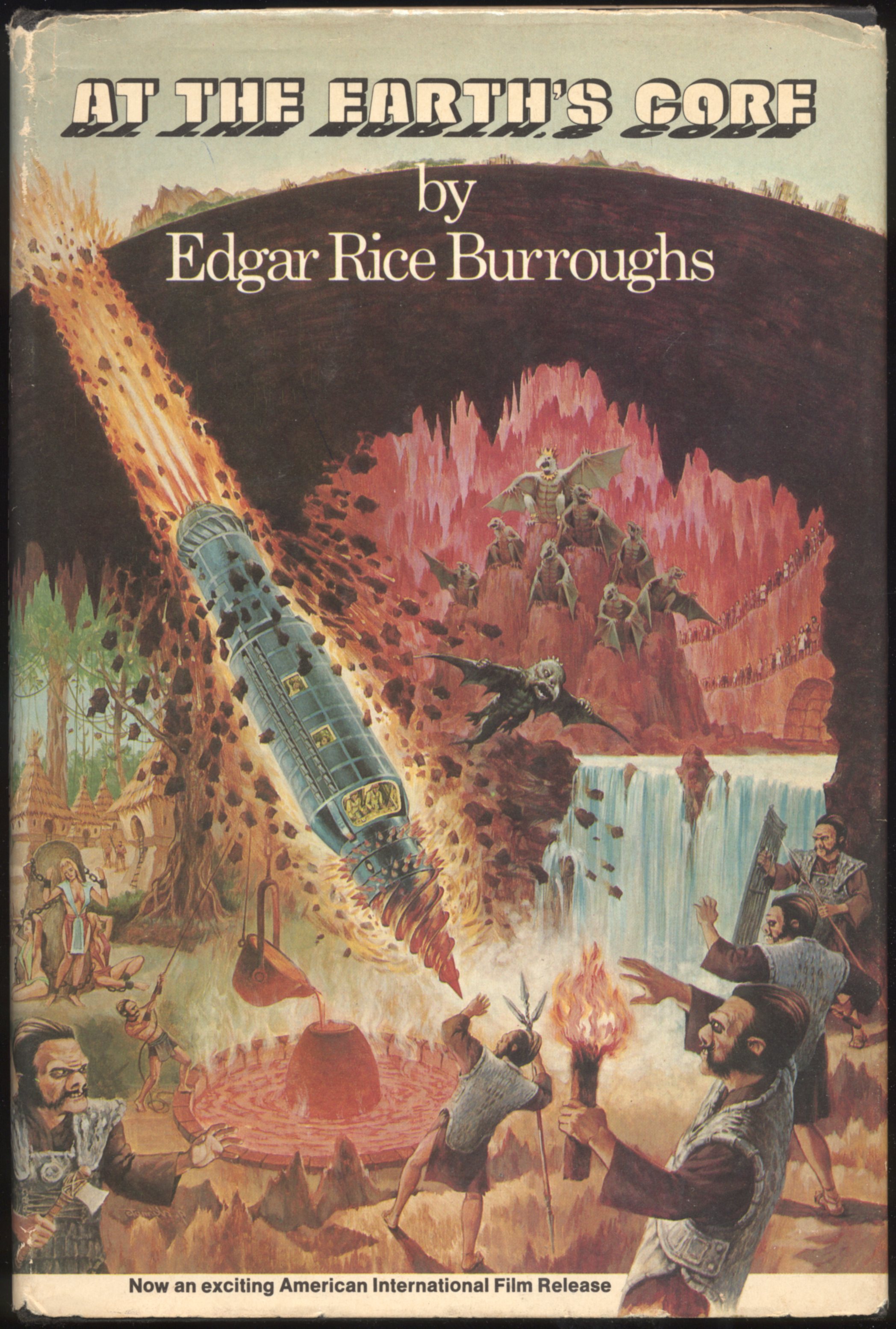
Copertina ispirata al film Centro della Terra: continente sconosciuto (At the Earth's Core, 1976)

- Il mondo perduto (The Lost World) di Harry Hoyt (1925); primo adattamento del romanzo omonimo di Arthur Conan Doyle.
- King Kong di Merian C. Cooper e Ernest B. Schoedsack (1933); capolavoro cinematografico che lanciò il mito del gorilla gigante, modello per i film successivi del filone. Ha avuto due remake: il primo nel 1976 per la regia di John Guillermin, il secondo nel 2005 per la regia di Peter Jackson.
- La donna eterna (She) di Irving Pichel e Lansing Holden (1935), sesto adattamento cinematografico del romanzo di Haggard e primo lungometraggio sonoro.
- L'impero fantasma (The Phantom Empire) di Otto Brower e B. Reeves Eason (1935); serial cinematografico fantawestern con protagonista un cowboy canterino che tiene un programma radio e lotta contro un misterioso impero sotterraneo che dispone di tecnologie avanzatissime (per l'epoca).[43]
- La città perduta (The Lost City) di Harry Revier (1935), serial cinematografico adattato anche nella versione estesa come film, riproposto e rimaneggiato in più versioni.
- Orizzonte perduto (Lost Horizon) di Frank Capra (1937), tratto dall'omonimo romanzo di James Hilton
- Il sortilegio delle amazzoni (Angel on the Amazon) di John Auer (1948), sempre ispirato al romanzo Lei di Haggard.[4]
- Le miniere di re Salomone (King Solomon's Mines) di Compton Bennett e Andrew Marton (1950), tratto dal romanzo omonimo di H. Rider Haggard
- Two Lost Worlds (1950) di Norman Dawn. L'equipaggio di una nave, inseguito dai pirati, approda su un'isola vulcanica abitata da dinosauri.
- Il continente scomparso (Lost Continent) di Sam Newfield (1951), dove un ecosistema preistorico sopravvive in un'isola fortemente radioattiva dei Mari del Sud.[4]
- Prigionieri dell'Antartide (The Land Unknown) di Virgil Vogel (1957), con un habitat primordiale collocato al polo sud.[4]
- Mondo perduto (The Lost World), di Irwin Allen (1960), remake del film del 1925 ma con meno effetti speciali (rettili mascherati da mostri).[4]
- Nel tempio degli uomini talpa (The Mole People) di Virgil Vogel (1965), con una razza perduta che abita le profondità della Terra.[4]
- La dea della città perduta (She) di Robert Day (1965), settimo adattamento cinematografico del romanzo Lei di Haggard.[4]
- 20.000 leghe sotto la terra (War-Gods of the Deep) di Jacques Tourneur (1965); una misteriosa civiltà sottomarina che potrebbe discendere da Atlantide.[4]
- La nebbia degli orrori (Lost Continent) di Michael Carreras (1967), dal romanzo Uncharted Seas (1938) di Dennis Wheatley, un mondo fantastico celato nel Mar dei Sargassi, citato come scombinato mix di vari elementi fantastici, fantascientifici e horror.[4]
- L'isola sul tetto del mondo (The Island at the Top of the World) di Robert Stevenson (1974). Prodotto da Disney e tratto dal romanzo Il cimitero dei capodogli (1961) di Donald Gordon Payne.
- La terra dimenticata dal tempo (The Land That Time Forgot) di Kevin Connor (1975), tratto dal romanzo omonimo del 1918 di Edgar Rice Burroughs e ambientato su un'isola immaginaria; l'inatteso successo del film diede origine ad altri due analoghi adattamenti cinematografici; i dinosauri erano realizzati come pupazzi.
- Centro della Terra: continente sconosciuto (At the Earth's Core) di Kevin Connor (1976), ispirato al romanzo Al centro della Terra di Burroughs.

Estendendo il filone anche ai film ambientati nella preistoria, si possono citare Sul sentiero dei mostri (One Million B.C., 1940) di Hal Roach, Donne pantere (Prehistoric Women, 1951) di Gregg C. Tallas e il remake Un milione di anni fa (One Million Years B.C., 1966) di Don Chaffey.

## Bibliografia

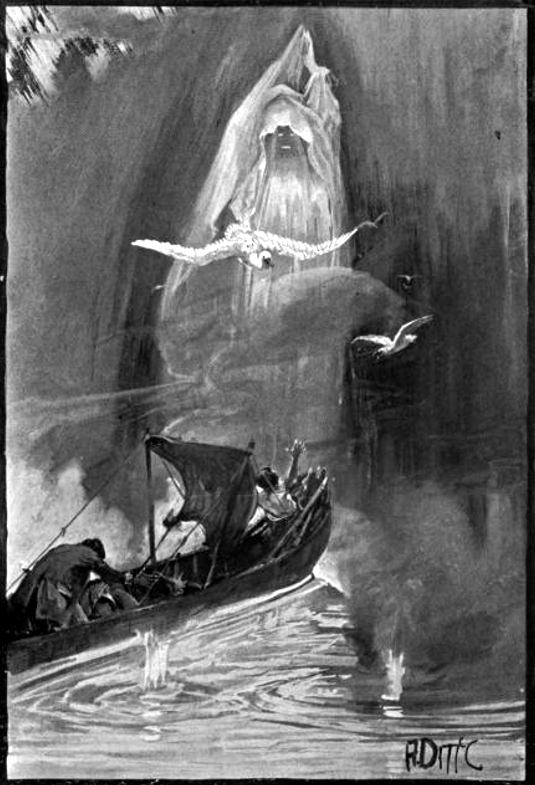
Illustrazione del 1898 per Storia di Arthur Gordon Pym (The Narrative of Arthur Gordon Pym of Nantucket, 1838) di Edgar Allan Poe

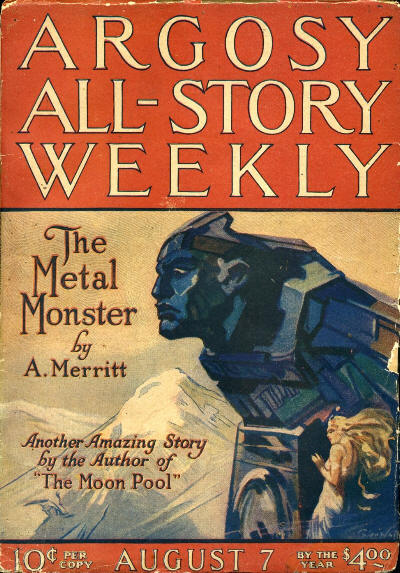
Copertina di Argosy All-Story Weekly, 7 agosto 1920, con Il mostro di metallo (The Metal Monster) di A. Merritt

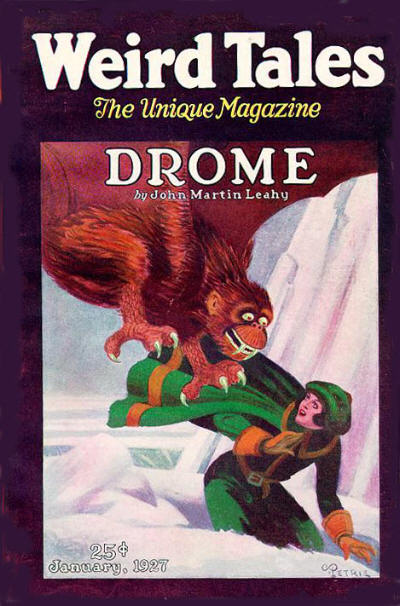
Copertina di Weird Tales, gennaio 1927, con Drome di John Martin Leahy

### Testi originali citati (in ordine cronologico)
- Simon Tyssot de Patot, Voyages et aventures de Jacques Massé, 1710.  Testo originale, in Progetto Gutenberg.
- Jonathan Swift, I viaggi di Gulliver (Travels into Several Remote Nations of the World, in Four Parts. By Lemuel Gulliver, First a Surgeon, and then a Captain of Several Ships, noto semplicemente come Gulliver's Travels, 1726, ed. riveduta 1735).  Testo originale, in Progetto Gutenberg.
- Ludvig Holberg, Il viaggio sotterraneo di Niels Klim (Nicolai Klimii iter subterraneum, 1741). Testo originale.  traduzione in inglese, in Progetto Gutenberg.
- Robert Paltock, La terra del popolo volante. Vita e avventure di Peter Wilkins (The Life and Adventures of Peter Wilkins, 1751), collana Viaggiatori dell'Utopia, Bevivino, 2010 (a cura di V. De Simone). Testo originale, in Progetto Gutenberg.
- Giacomo Casanova, Icosameron ou histoire d'Edouard, et d'Elisabeth qui passèrent quatre vingts ans chez les Mégramicres habitante aborigènes du Protocosme dans l'interieur de notre globe, Prague à l'imprimerie de l'école normale. Praga, 1788. Estratti, in inglese.
- Adam Seaborn (pseud. di John Cleves Symmes Jr. ?), Symzonia; Voyage of Discovery, 1820. Testo originale
- Edgar Allan Poe, Storia di Arthur Gordon Pym (The Narrative of Arthur Gordon Pym of Nantucket, 1838). Testo originale su Wikisource.
- Jules Verne, Viaggio al centro della Terra (Voyage au centre de la Terre, 1864). Testo originale su Wikisource
- Edward Bulwer-Lytton, La razza ventura (The Coming Race, 1871). Testo originale su Wikisource. Edizioni Arktos, Carmagnola, Torino 2006 (prima: 1980). A cura di Gianfranco De Turris e Sebastiano Fusco. Prima edizione italiana: La razza futura, Treves, Milano, 1898.
- Samuel Butler, Erewhon (Erewhon: or, Over the Range, 1872). Testo originale su Wikisource
- H. Rider Haggard, Le miniere di re Salomone (King Solomon's Mines, 1885). Testo originale su Wikisource.
- H. Rider Haggard, Lei o La donna eterna (She, 1886-1887). Testo originale su Wikisource.
- William Westall, The Phantom City, 1886.
- James De Mille, A Strange Manuscript Found in a Copper Cylinder (pubbl. a puntate su Harper's Weekly, Vol. 32, dal 7 gennaio 1888 (N. 1620) al 12 maggio 1888 (N. 1638).  Testo originale, in Progetto Gutenberg.
- Rudyard Kipling, L'uomo che volle farsi re (The Man Who Would Be King, 1888). Testo originale su Wikisource.
- Thomas A. Janvier, The Aztec Treasure-House, 1890.  Testo originale, in Progetto Gutenberg.
- William N. Harben, The Land of the Changing Sun, 1894.  Testo originale, in Progetto Gutenberg.
- Jules Verne, La sfinge dei ghiacci (Le Sphinx des glaces, 1897). Testo originale (pdf) nella Bibliothèque électronique du Québec (BEQ).
- Jules Verne, Il villaggio aereo (Le Village aérien, 1901). Testo originale su Wikisource.
- Willis George Emerson, Il dio fumoso (The Smoky God - A voyage to the inner World, 1908).  Testo originale, in Progetto Gutenberg.; traduzione italiana Archiviato il 21 novembre 2011 in Internet Archive.
- Arthur Conan Doyle, Il mondo perduto (The Lost World, 1912). Testo originale su Wikisource.
- Edgar Rice Burroughs, Al centro della Terra (At the Earth's Core o The Inner World), 1914. Testo originale su Wikisource
- Edgar Rice Burroughs, La terra dimenticata dal tempo (The Land That Time Forgot, 1918). Testo originale su Wikisource
- Abraham Merritt, Il pozzo della luna (The Moon Pool, 1918-19). Testo originale su Wikisource.
- Pierre Benoît, L'Atlantide, 1919. Testo originale su Wikisource.
- Abraham Merritt, Il mostro di metallo (The Metal Monster, 1920).  Testo originale, in Progetto Gutenberg.
- Eric Temple Bell, La grande razza (The Purple Sapphire, 1920, 1924; Testo originale.
- Edgar Rice Burroughs, Tarzan il terribile (Tarzan The Terrible, 1921).  Testo originale, in Progetto Gutenberg.
- J. H. Rosny aîné, Terra inesplorata (L'Étonnant voyage de Hareton Ironcastle, 1922). Testo originale su Google Libri
- John Martin Leahy, Drome, 1927 (su Weird Tales; riedito in volume 1952).
- Eric Temple Bell, The Greatest Adventure, 1929. Testo originale in Famous Fantastic Mysteries, giugno 1944, pp. 8–86
- Edgar Rice Burroughs, Tarzan al centro della Terra (Tarzan at the Earth's Core), 1930. Testo originale su Progetto Gutenberg Australia.
- Abraham Merritt, Il volto nell'abisso (The Face in the Abyss, 1923; 1931). Testo originale su Google Libri.
- James Hilton, Orizzonte perduto (Lost Horizon, 1933). Testo originale su Progetto Gutenberg Australia
- Dennis Wheatley, The Fabulous Valley, 1934.
- Joseph O'Neill, Land Under England, 1935.
- John Wyndham (come John Beynon), Il popolo segreto o Le onde del Sahara (The Secret People, 1935). Come Le onde del Sahara, traduzione di Bruna Del Bianco, Urania n° 56, Arnoldo Mondadori Editore, 1954.
- Stanton A. Coblentz, In Caverns Below, 1935 in Wonder Stories; 1957 come Hidden World
- Edison Marshall, Dian of the Lost Land, 1935.
- Howard Phillips Lovecraft, Alle montagne della follia (At the Mountains of Madness, 1936). Testo originale su Wikisource
- William L. Chester, Hawk of the Wilderness, 1936.
- Dennis Wheatley, Uncharted Seas, 1938.
- John W. Campbell, La cosa da un altro mondo, 1938.
- Douglas V. Duff, Jack Harding's Quest, 1939.
- H. P. Lovecraft, Il tumulo (The Mound, 1940). Testo originale su Wikisource
- Dennis Wheatley, The Man Who Missed the War, Hutchinson, 1945. Testo originale Archiviato il 20 febbraio 2014 in Internet Archive.
- Edmond Hamilton, La valle della creazione (The Valley of Creation, 1948; 1964 in volume). Traduzione di M. Bertuzzi, Galassia n.60, Casa Editrice La Tribuna, 1965
- Richard S. Shaver, I Remember Lemuria, 1948. Testo originale
- Victor Wallace Germains, Crusoe Warburton, Coward-McCann, 1954.
- Edgar Rice Burroughs, Tarzan and the Madman, Canaveral Press, 1964.
- Steven Utley e Howard Waldrop, Black as the Pit, from Pole to Pole, in New Dimensions n.7, ant. 1977, a cura di Robert Silverberg.
- Michael Crichton, Congo, Knopf, 1980. Traduzione di Ettore Capriolo, I Libri del Quadrifoglio n.9, Vallardi, 1981.
- Jeremy Robinson, Antarktos Rising, 2007.
- Mat Johnson, Pym, Spiegel & Grau, 2011.

### Fonti critiche utilizzate
- (EN) John Clute, David Langford e Peter Nicholls (a cura di), Lost Worlds, in The Encyclopedia of Science Fiction, IV edizione online, 2021. URL consultato il 7 novembre 2011.
- (EN) John Clute, David Langford e Peter Nicholls (a cura di), Lost Races, in The Encyclopedia of Science Fiction, IV edizione online, 2021. URL consultato il 9 dicembre 2011.
- (EN) Allienne R. Becker, The Lost Worlds Romance: From Dawn Till Dusk, Westport, CT, Greenwood Press, 1992, ISBN 0-313-26123-7.
- (EN) Patrick Brantlinger, A companion to the Victorian novel, a cura di Patrick Brantlinger e William B. Thesing, Blackwell companions to literature and culture, John Wiley & Sons, 2002,  pp. 375-377, ISBN 978-0-631-22064-0.
- Roberto Chiavini, Gian Filippo Pizzo e Michele Tetro, Il grande cinema di fantascienza: aspettando il monolito nero (1902-1967), vol. 2 di Il grande cinema di fantascienza - Collana gli Album, Gremese, 2003,  pp. 19-22, ISBN 978-88-8440-266-0.
- (EN) Peter Fitting, Subterranean worlds: a critical anthology, The Wesleyan early classics of science fiction series, Wesleyan University Press, 2004, ISBN 978-0-8195-6723-9.
- Fabio Giovannini, Mostri: protagonisti dell'immaginario del Novecento. Da Frankenstein a Godzilla, da Dracula ai cyborg, collana Contatti, vol. 148, Castelvecchi, 1999,  pp. 26-32, ISBN 978-88-8210-098-8.
- (EN) Gary Westfahl, The Greenwood Encyclopedia of Science Fiction and Fantasy: Themes, Works, and Wonders, Greenwood Publishing Group, 2005,  pp. 476-478, ISBN 978-0-313-32952-4.

### Approfondimenti
- (EN) Allen A. Debus, Dinosaurs in fantastic fiction: a thematic survey, McFarland, 2006, ISBN 978-0-7864-2672-0.
- (EN) Allen A. Debus, Prehistoric Monsters: The Real and Imagined Creatures of the Past That We Love to Fear, McFarland, 2009, ISBN 978-0-7864-4281-2.
- (EN) James De Mille, A Strange Manuscript Found in a Copper Cylinder, Appendix E: Scientific Romance and Lost Worlds, a cura di Daniel Burgoyne, Broadview Press, 2011,  pp. 325-336, ISBN 978-1-55111-959-5.
- (EN) Gary Hoppenstand, Dinosaur Doctors and Jurassic Geniuses: The Changing Image of the Scientist in the Lost World Adventure (PDF), in Studies in Popular Culture 22.1, 1999. URL consultato il 10 marzo 2014 (archiviato dall'url originale l'11 marzo 2014).
- (EN) Nadia Khouri, Lost Worlds and the Revenge of Realism (Les Mondes perdus et la revanche du réalisme), in Science Fiction Studies, vol. 10, n. 2, luglio 1983,  pp. 170-190.
- (EN) Simon Seymour, Creatures from lost worlds, Eerie Indiana Series, Lippincott, 1979, ISBN 978-0-397-31834-6.